# 萧山围垦

萧山围垦区和原萧山县对比

萧山围垦，是1949年中华人民共和国建立后在萧山历次圈填、开发的钱塘江畔新土地。其北临钱塘江、南接南沙大堤，至1995年围垦面积总计达到了51.82平方千米，落户居民7.5万人许。萧山围垦的历史最早追溯到明末清初，钱塘江因为南大门淤积而在钱塘江南岸海塘之外形成了大面积沙地滩涂，旧称南沙。虽然南沙土地超出海平面，但历来受海水潮流侵扰，时常发生江堤垮塌的现象，或称之为“坍江”。民国初年至民国二十年，南沙大堤以北一度人烟繁盛，但随着后来坍江现象越发严重，至民国31年南沙以北悉数陷入海中，原先沙上的曹案埠等三市镇均入江中，居民落难而逃。1966年底，浙江省联合杭州市、萧山县政府，组织联合围垦，圈得滩涂2.5万亩，拉开了萧山大规模围垦的序幕。1968-70年，先后组织的三次大规模围垦，不仅收复了民国31年前坍江所失土地，解决了萧山人多地少的困境，还固定了钱塘江的河道，扩大了东面滩涂面积。:43-47
历史上，萧山区又分为上山人、里畈人、沙地人，沙地人就是指代居住在海塘以外钱塘江滩涂沙地的居民。钱塘新区成立后，该围垦区划归钱塘新区管理委员会管理。